# Rue Léon-Maurice-Nordmann
La rue Léon-Maurice-Nordmann est une voie du 13e arrondissement de Paris (France) située dans le quartier Croulebarbe.

## Situation et accès
La rue Léon-Maurice-Nordmann est desservie par la ligne 6 à la station Glacière.

## Origine du nom

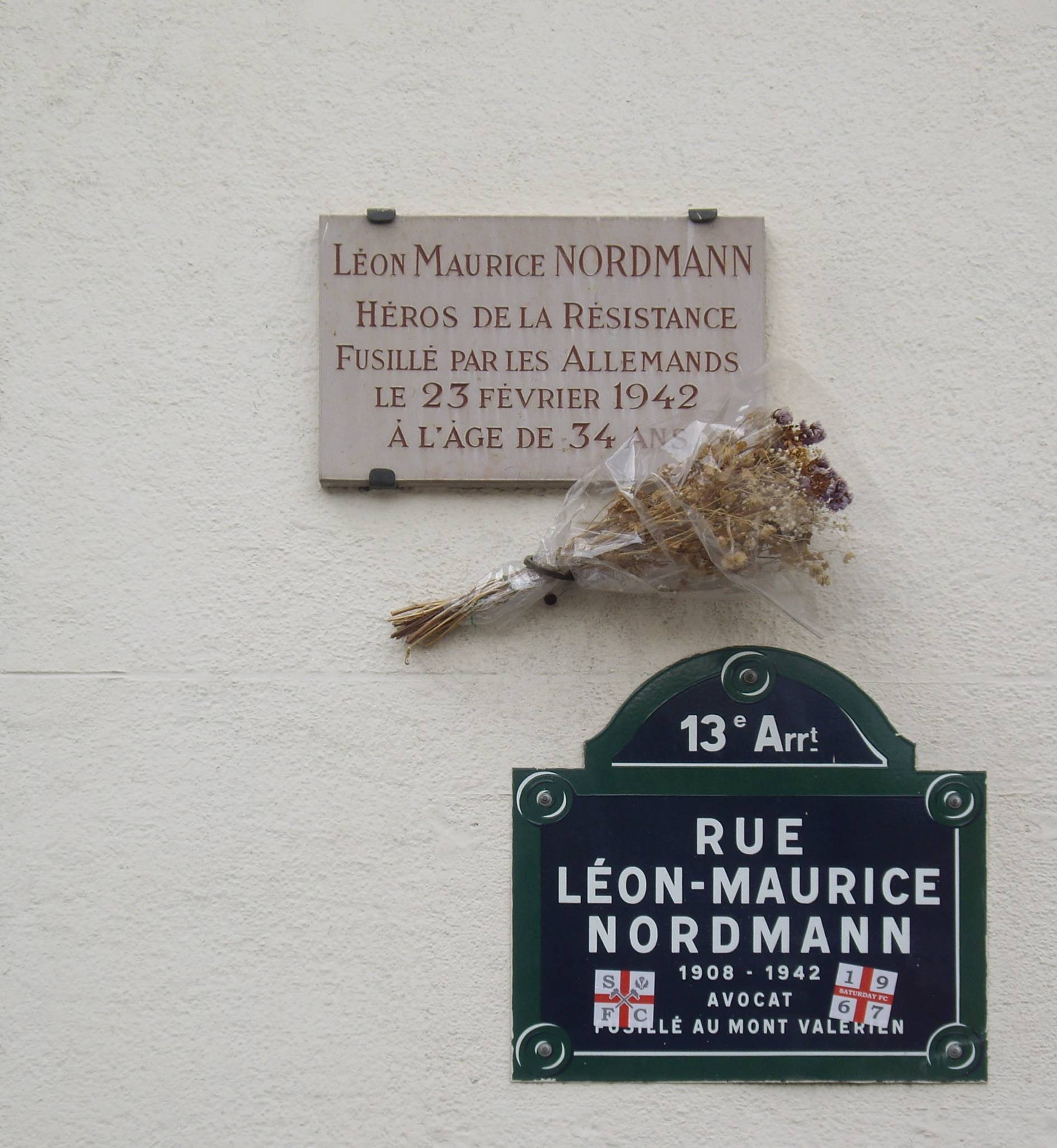
Plaque commémorative et plaque de rue.

Léon-Maurice Nordmann (1908-1942) était un avocat et résistant français, fusillé par les troupes allemandes en 1942 dans la forteresse du Mont-Valérien,.
Au no 100, une plaque commémorative lui rend hommage, juste au-dessus de la plaque de la rue.

## Historique

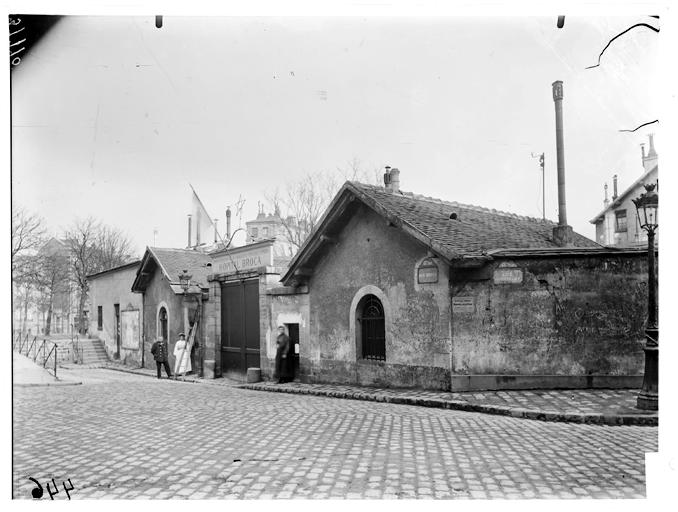
Façade sur rue de l'hôpital Broca en 1909 (cliché d'Eugène Atget).

La rue fait partie d'une ancienne voie  reliant Paris à Gentilly ouverte au XIIe siècle sur le fief de Lourcine qui a pris alors ce nom de « rue de Lourcine », ou plutôt « rue de Lorcine » ou « de Laorcine » qui était son véritable nom initial.  La rue de Lourcine fut nommée rue Broca en 1890 et sa partie sud-ouest au-delà du boulevard Arago porte depuis 1944 le nom de Léon-Maurice Nordmann.

## Bâtiments remarquables et lieux de mémoire
- La rue longe l'arrière de la Cité fleurie, monument classé[3] et débouche sur la prison de la Santé.
- Entrée annexe du square Henri-Cadiou, ancien « jardin Arago ».
- Au no 111, l'hôpital Broca anciennement, hôpital Lourcine fondé en 1832.
- Le musicologue Paul-Gilbert Langevin a vécu au no 130 de la rue entre 1978 et 1982.
- Le no 138 a servi de lieu de tournage du film Tendre Poulet (de Philippe de Broca) avec Annie Girardot et Philippe Noiret en 1977.
- Accès au no 141 au square Albin-Cachot, construit en 1932.
- no 147 : cité verte, allée pavée étroite avec ateliers d'artistes. Sauvée de la démolition dans les années 1980
- no 152 : Cité des Vignes, jouxtant la Cité Fleurie, composée de petites maisons noyées dans la verdure.
- L'écrivain Alexandre Vialatte a vécu au no 158 de la rue de février 1934 à novembre 1966[4],[5].

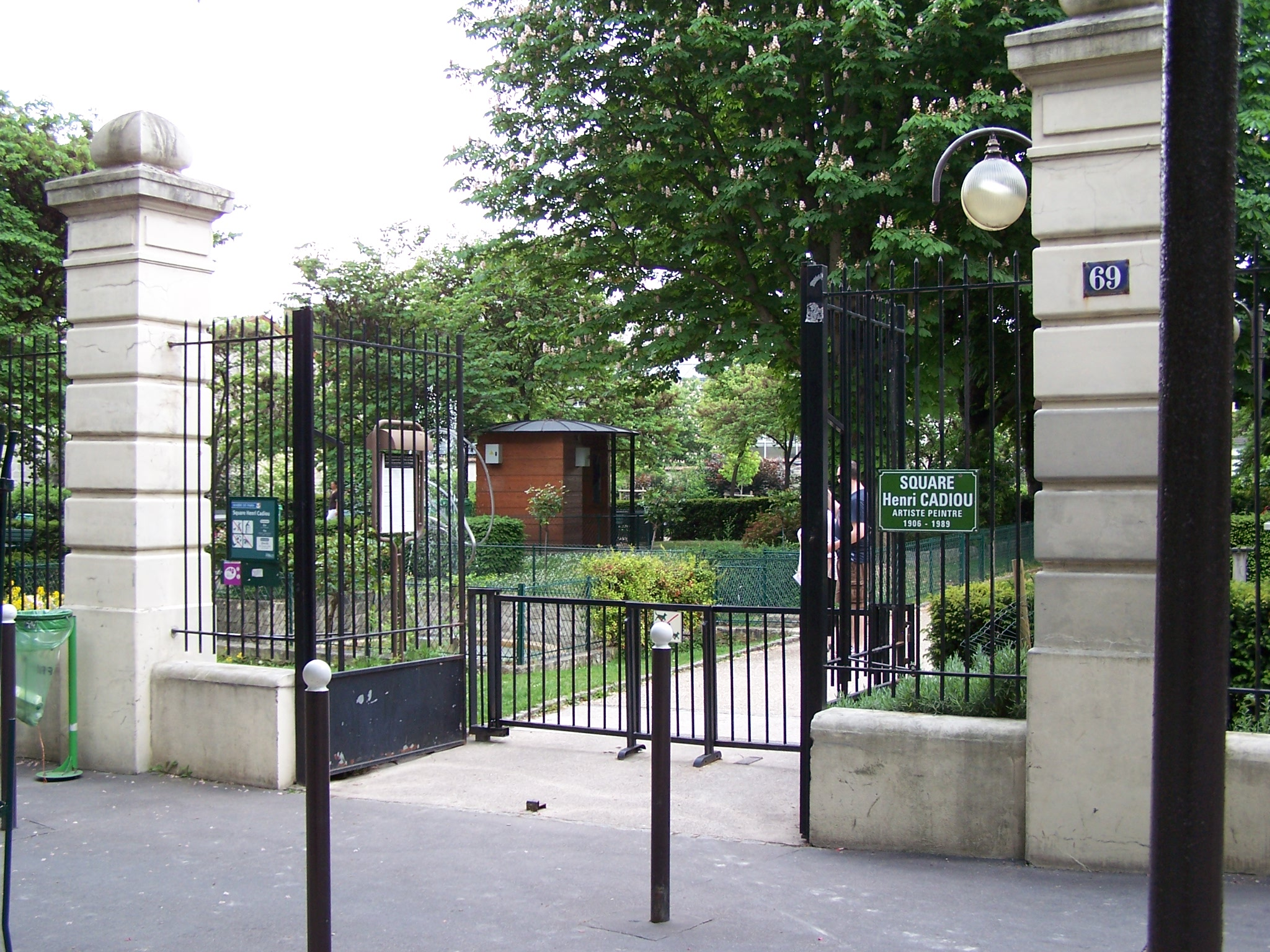
Square Henri-Cadiou.
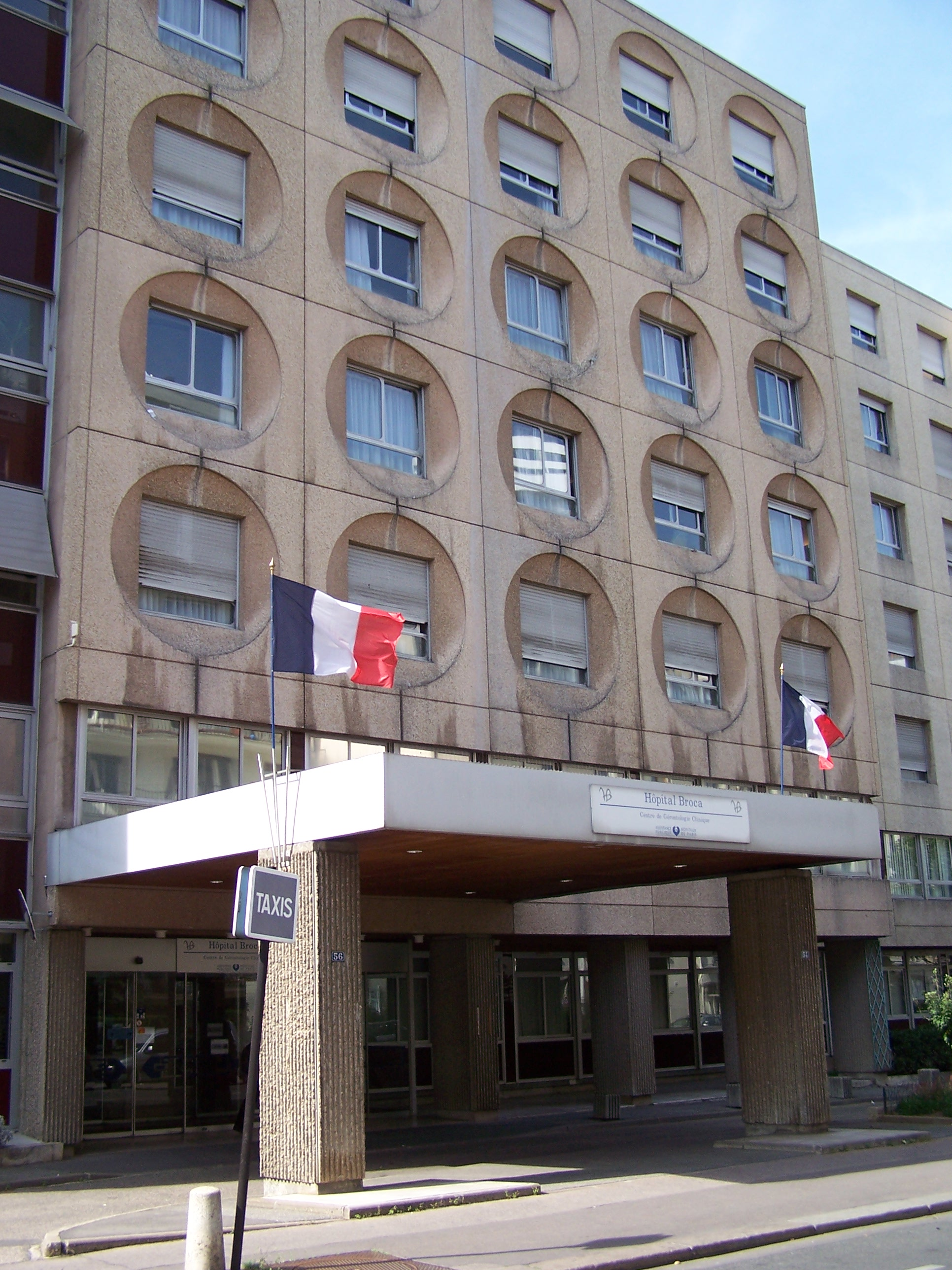
Hôpital Broca.
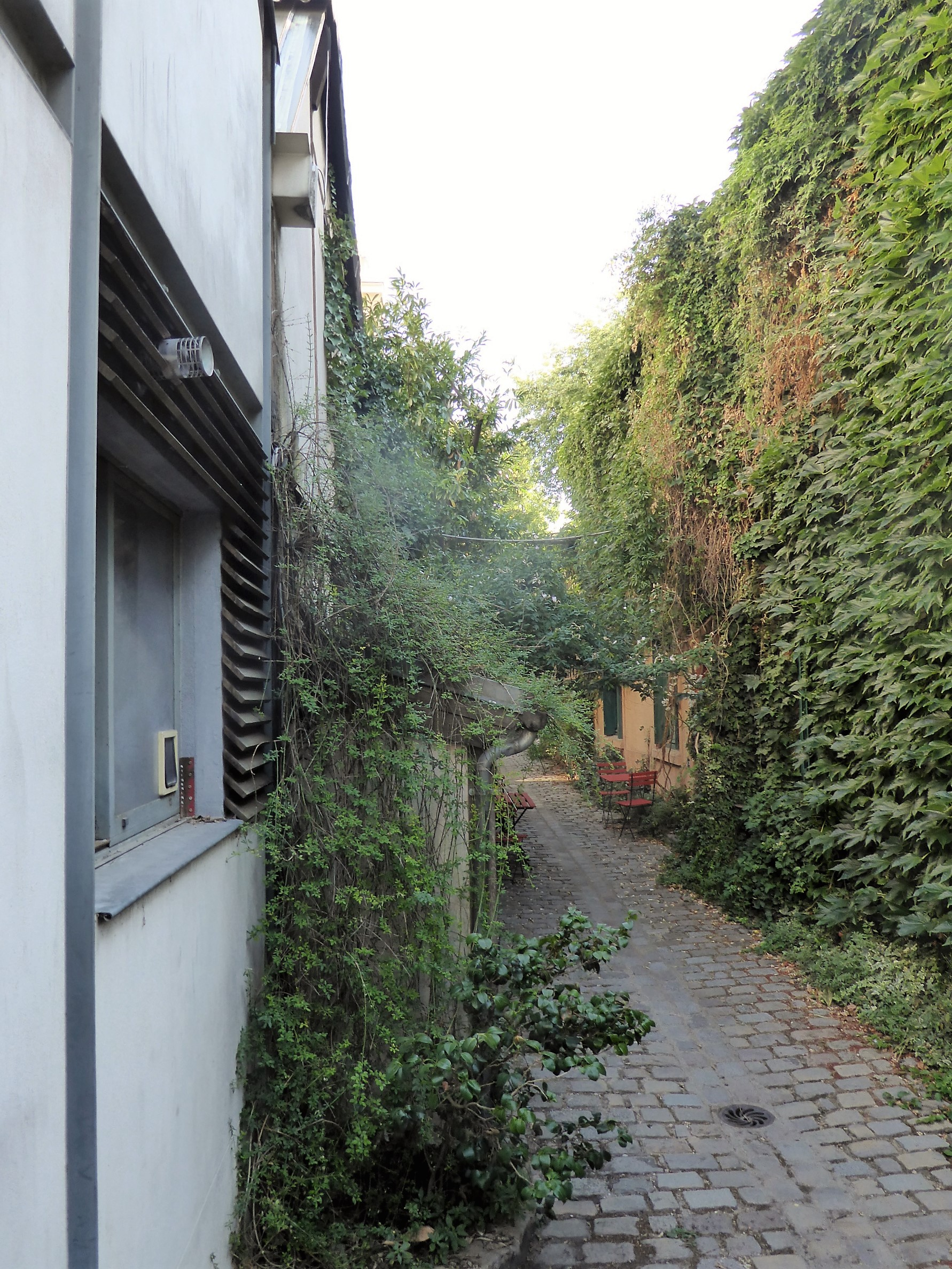
Cité verte.
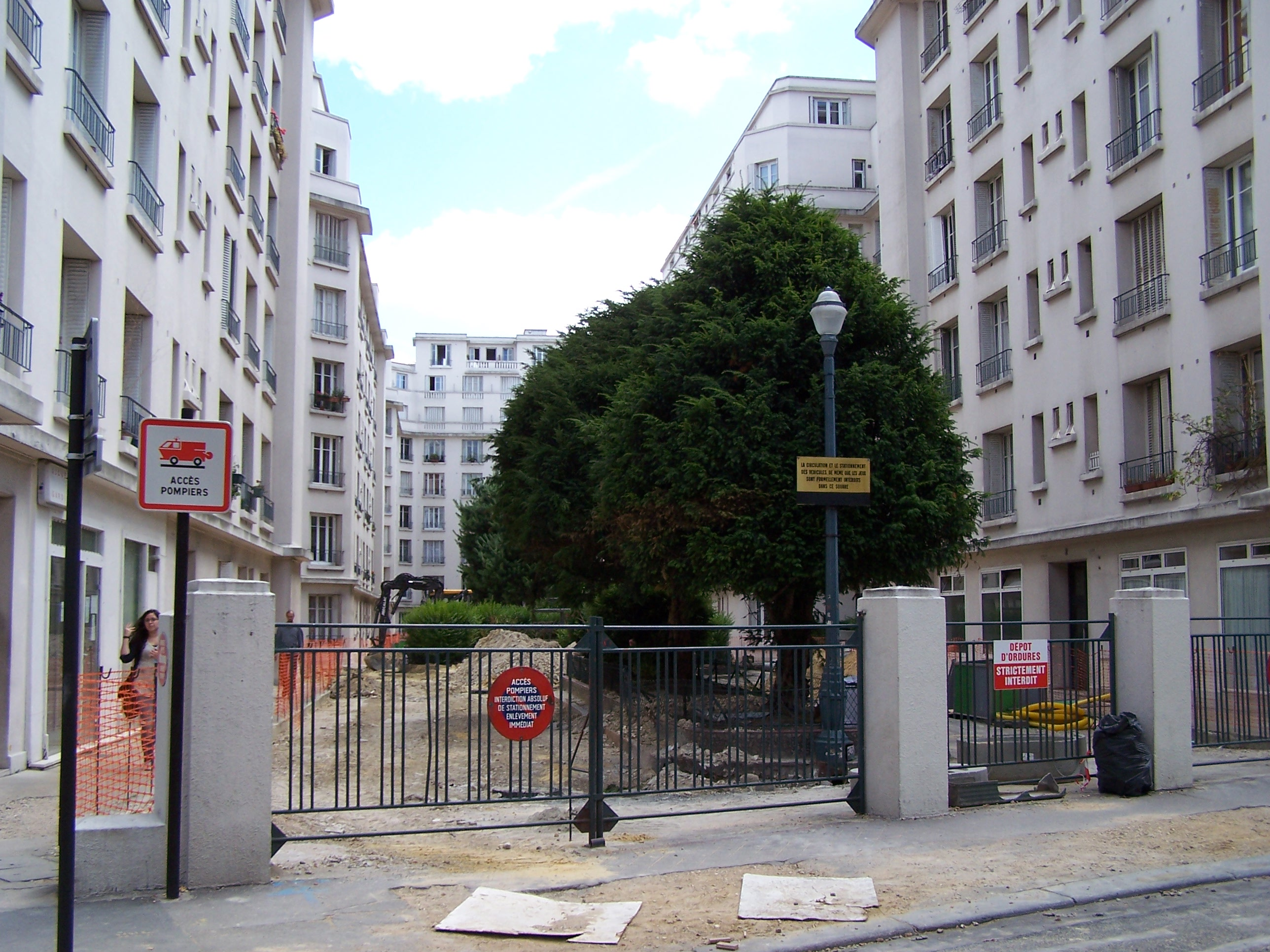
Square Albin-Cachot.

- L'art urbain est présent dans cette rue.

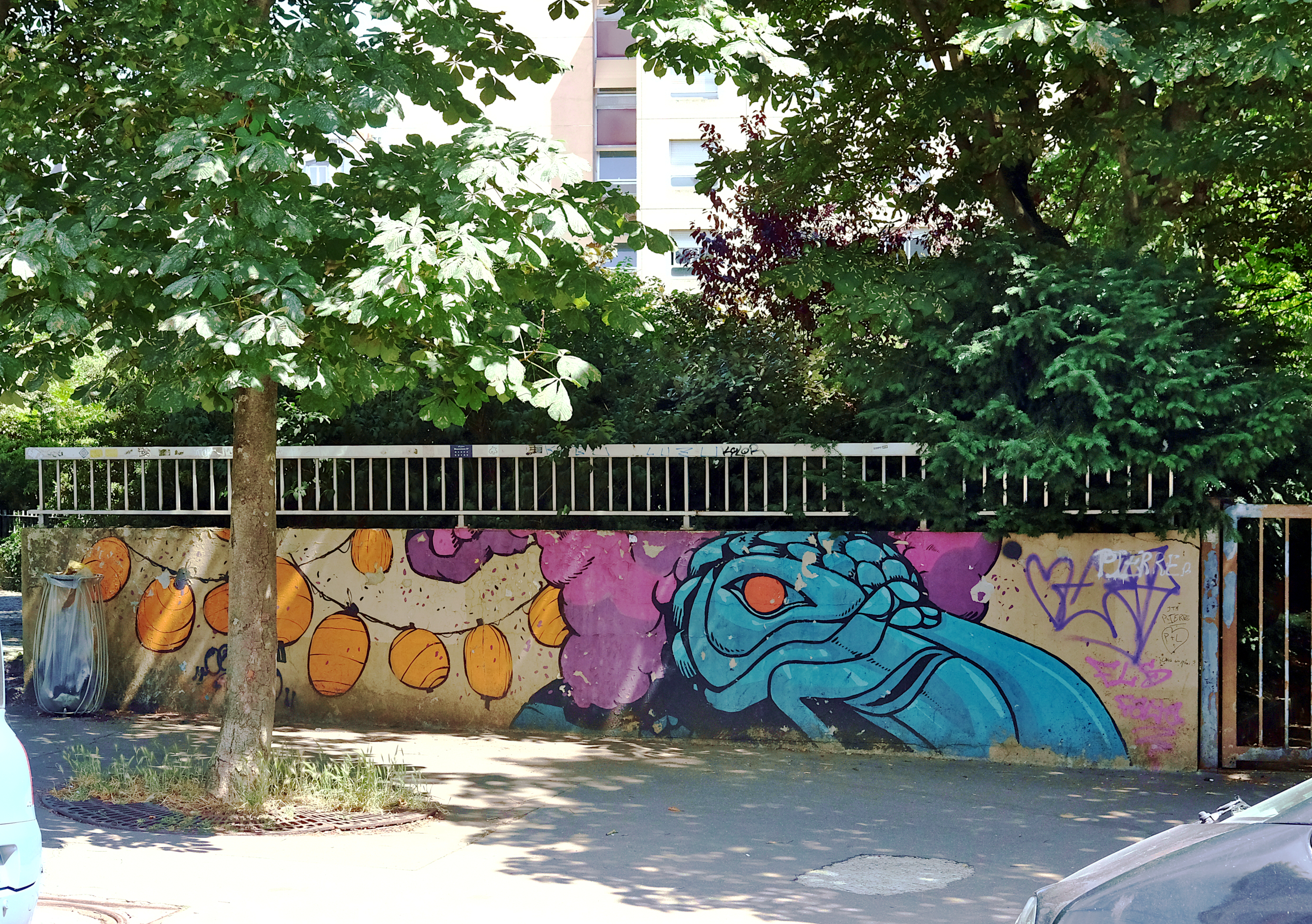
Fresque dans le haut de la rue Léon-Maurice-Nordmann.